# Nowobiełokataj
Nowobiełokataj (ros. Новобелокатай) – wieś (sieło) w Rosji, w Baszkortostanie, ośrodek administracyjny rejonu biełokatajskiego. W 2010 liczyła 5961 mieszkańców.